# Stanisław Kadyi

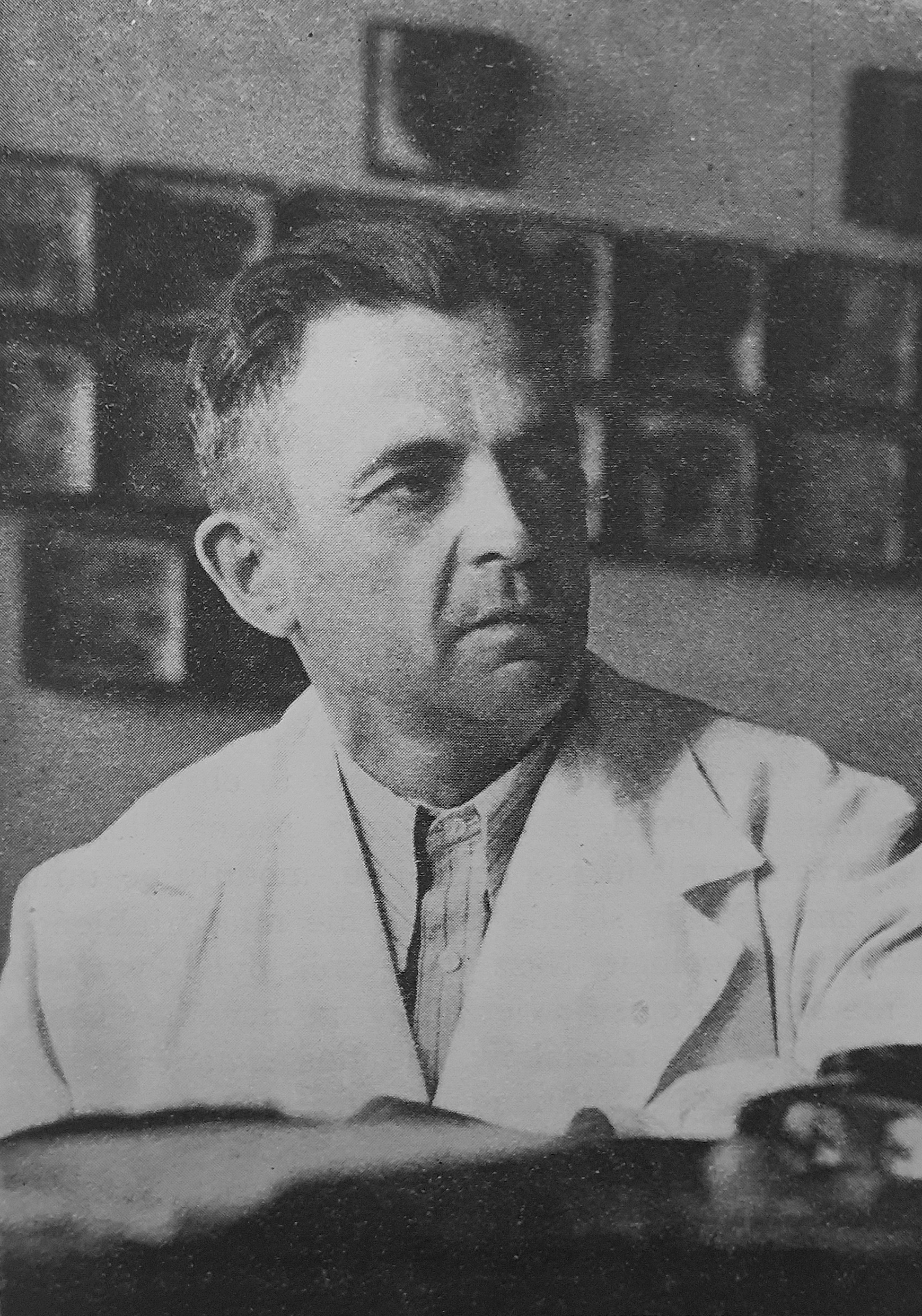
Stanisław Kadyi

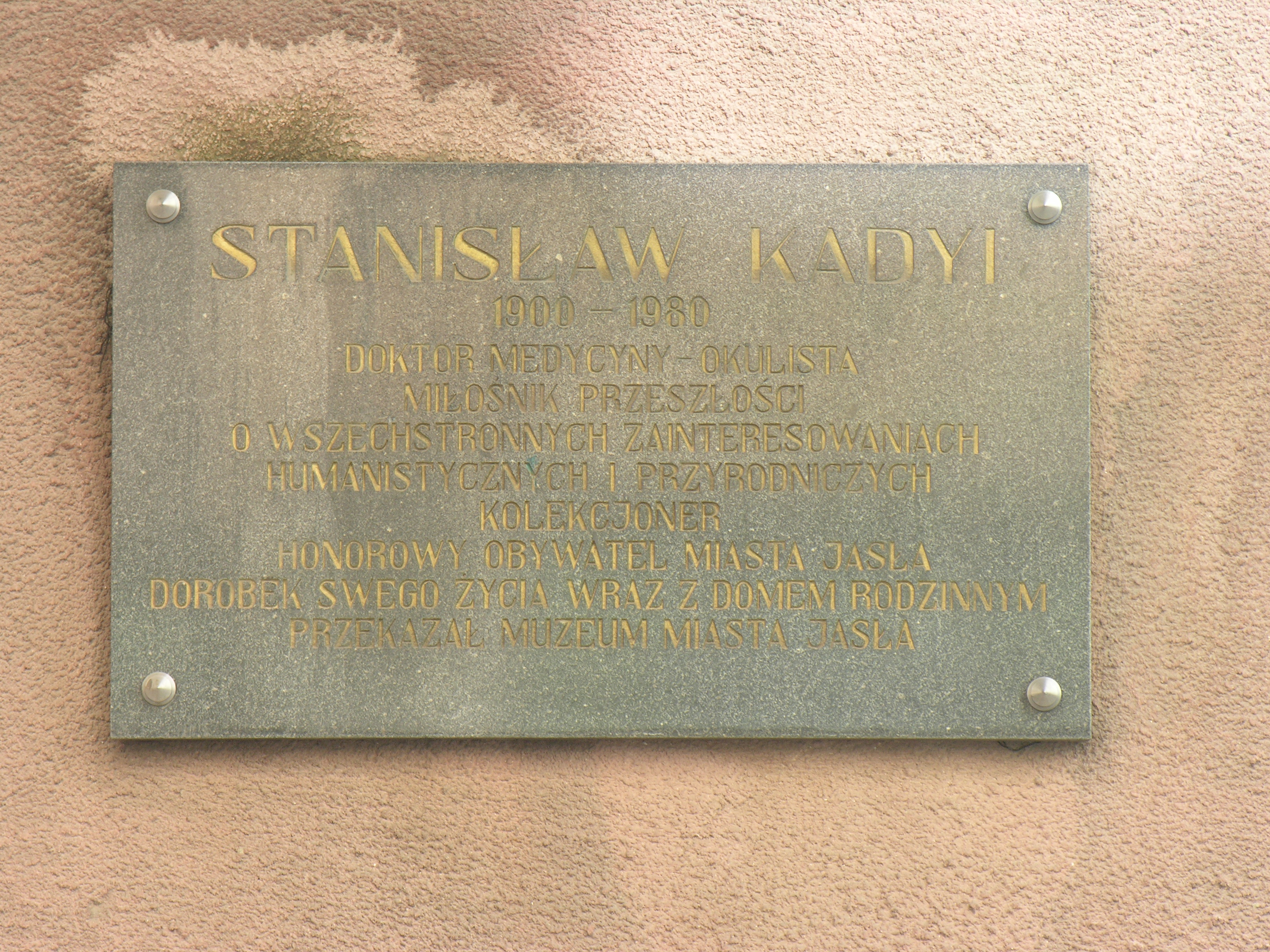
Tablica ku czci Stanisława Kadyiego w Jaśle

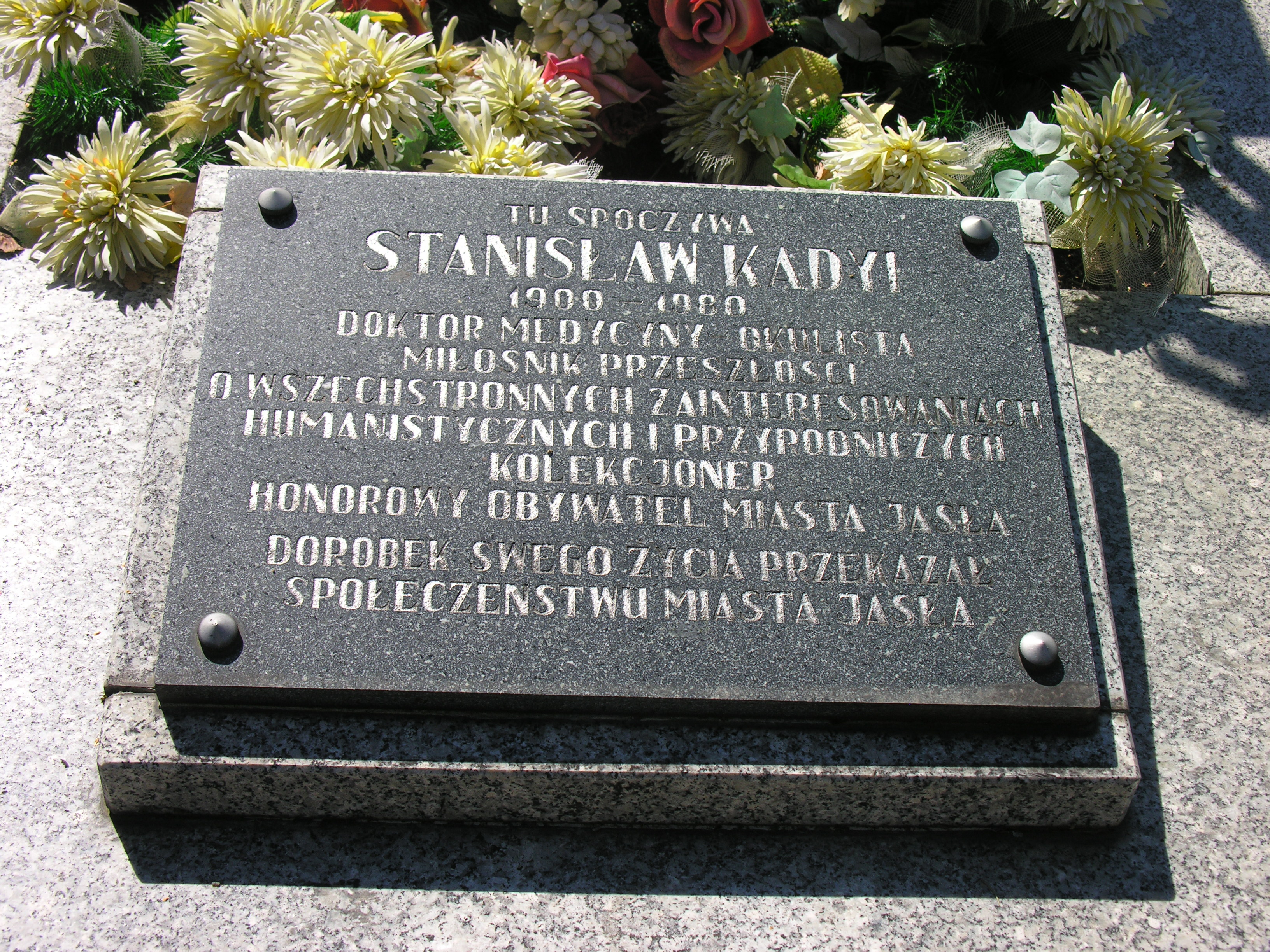
Grób Stanisława Kadyiego w Jaśle

Stanisław Kadyi (ur. 13 stycznia 1900 w Jaśle, zm. 4 grudnia 1980 tamże) – lekarz okulista i kolekcjoner z Jasła.

## Życiorys
Stanisław Kadyi był synem jasielskiego lekarza Józefa Kadyiego. W latach 1921–1926 studiował na Wydziale Lekarskim Uniwersytetu Jagiellońskiego w Krakowie. Ukończył go uzyskując tytuł doktorski i specjalizację w zakresie okulistyki. Po studiach był w krakowskiej Klinice Okulistyki asystentem prof. Kazimierza Majewskiego. W 1934 wrócił do Jasła, gdzie pracował w Ubezpieczalni Społecznej oraz prowadził równocześnie praktykę prywatną. Przed II wojną światową ożenił się z Janiną Niziołek (zm. 12 listopada 1969), która została uwieczniona na portretach kilku lokalnych malarzy m.in.: Stanisława Kochanka i Stanisława Witowskiego-Iskrzyniaka.
Stanisław Kadyi posiadał szerokie zainteresowania przyrodnicze i humanistyczne. Był znawcą i miłośnikiem kultury i sztuki ludowej. Kolekcjonował sztukę ludowa, ceramikę i sam malował obrazy ludowe na szkle. Jego ulubioną dziedziną nauk przyrodniczych była paleontologia. Stanisław Kadyi miał na swoim koncie odkrycie odcisku żółwia oligoceńskiego (unikatu w skali Polski). Posiadał też dużą kolekcję paleontologiczną. Jego dom był swego rodzaju muzeum mieszczącym liczne kolekcje, w tym cenny zbiór numizmatyczny i starodruków, stylowe meble, porcelanę, szkło i srebra, militaria, obrazy dawnych artystów oraz stylowe rzeźby. Szczególnie cenna była kolekcja historycznych i ludowych zegarów od XVII-XX w. Stanisław Kadyi nie miał dzieci i w swoim testamencie cały swój dom oraz wszystkie kolekcje przekazał w darze społeczeństwu miasta Jasła. Obecnie można je oglądać na stałych i czasowych wystawach w Muzeum Regionalnym w Jaśle, które mieści się w jego domu.
Działał we Froncie Jedności Narodu.
W 1970 został odznaczony odznaką „Za opiekę nad zabytkami” i odznaką „zasłużony dla województwa rzeszowskiego”. W 1978 wyróżniony wpisem do „Księgi zasłużonych dla województwa krośnieńskiego”. Był wyróżniony tytułem Honorowego Obywatela Miasta Jasła. Jedna z ulic miasta, biegnąca obok jego dawnego domu nosi jego imię. Jest on także patronem Koła Numizmatycznego PTN w Jaśle.